# Cristiano Luigi di Brunswick-Lüneburg
Cristiano Luigi di Brunswick-Lüneburg (Herzberg am Harz, 25 febbraio 1622 – Celle, 15 marzo 1665) fu duca di Brunswick-Lüneburg.

## Biografia
Dal 1641 al 1648 governò su Calenberg dalla suddivisione del ducato e, dal 1648 sino alla morte, sul Principato di Lüneburg.
Nel 1641, alla morte del padre, Giorgio di Brunswick-Lüneburg Cristiano Luigi ereditò Calenberg. Quando nel 1648 ereditò il più vasto territorio di Lüneburg dallo zio Federico di Brunswick-Lüneburg, passò Calenberg al fratello minore, Giorgio Guglielmo.
Cristiano Luigi sposò Dorotea, figlia di Filippo di Schleswig-Holstein-Sonderburg-Glücksburg il 9 ottobre 1653. Essendo morto senza eredi, gli succedette il fratello Giorgio Guglielmo.

## Ascendenza
|                                            |                             |                                 | Genitori                          |  |  | Nonni |  |  | Bisnonni                        |  |  | Trisnonni                    |  |
|                                            |                             |                                 |                                   |  |  |       |  |  | Ernesto I di Brunswick-Lüneburg |  |  | Enrico di Brunswick-Lüneburg |  |
|                                            |                             |                                 |                                   |  |  |       |  |  | Ernesto I di Brunswick-Lüneburg |  |  | Enrico di Brunswick-Lüneburg |  |
|                                            |                             | Anna di Nassau                  |                                   |  |  |       |  |  | Ernesto I di Brunswick-Lüneburg |  |  |                              |  |
| Guglielmo il Giovane di Brunswick-Lüneburg |                             |                                 |                                   |  |  |       |  |  | Ernesto I di Brunswick-Lüneburg |  |  |                              |  |
|                                            |                             | Sofia di Meclemburgo-Schwerin   | Enrico V di Meclemburgo-Schwerin  |  |  |       |  |  |                                 |  |  |                              |  |
|                                            |                             | Sofia di Meclemburgo-Schwerin   | Enrico V di Meclemburgo-Schwerin  |  |  |       |  |  |                                 |  |  |                              |  |
|                                            |                             | Sofia di Meclemburgo-Schwerin   | Ursula del Brandeburgo            |  |  |       |  |  |                                 |  |  |                              |  |
| Giorgio di Brunswick-Lüneburg              |                             | Sofia di Meclemburgo-Schwerin   |                                   |  |  |       |  |  |                                 |  |  |                              |  |
|                                            |                             | Cristiano III di Danimarca      | Federico I di Danimarca           |  |  |       |  |  |                                 |  |  |                              |  |
|                                            |                             | Cristiano III di Danimarca      | Federico I di Danimarca           |  |  |       |  |  |                                 |  |  |                              |  |
|                                            |                             | Cristiano III di Danimarca      | Anna del Brandeburgo              |  |  |       |  |  |                                 |  |  |                              |  |
| Dorothea di Danimarca                      |                             | Cristiano III di Danimarca      |                                   |  |  |       |  |  |                                 |  |  |                              |  |
|                                            |                             | Dorotea di Sassonia-Lauenburg   | Magnus I di Sassonia-Lauenburg    |  |  |       |  |  |                                 |  |  |                              |  |
|                                            |                             | Dorotea di Sassonia-Lauenburg   | Magnus I di Sassonia-Lauenburg    |  |  |       |  |  |                                 |  |  |                              |  |
|                                            |                             | Dorotea di Sassonia-Lauenburg   | Caterina di Braunschweig-Lüneburg |  |  |       |  |  |                                 |  |  |                              |  |
| Cristiano Luigi di Brunswick-Lüneburg      |                             | Dorotea di Sassonia-Lauenburg   |                                   |  |  |       |  |  |                                 |  |  |                              |  |
|                                            | Giorgio I d'Assia-Darmstadt | Filippo I d'Assia               |                                   |  |  |       |  |  |                                 |  |  |                              |  |
|                                            | Giorgio I d'Assia-Darmstadt | Filippo I d'Assia               |                                   |  |  |       |  |  |                                 |  |  |                              |  |
|                                            | Giorgio I d'Assia-Darmstadt | Caterina di Sassonia            |                                   |  |  |       |  |  |                                 |  |  |                              |  |
| Luigi V d'Assia-Darmstadt                  | Giorgio I d'Assia-Darmstadt |                                 |                                   |  |  |       |  |  |                                 |  |  |                              |  |
|                                            |                             | Maddalena di Lippe              | Bernardo VIII di Lippe            |  |  |       |  |  |                                 |  |  |                              |  |
|                                            |                             | Maddalena di Lippe              | Bernardo VIII di Lippe            |  |  |       |  |  |                                 |  |  |                              |  |
|                                            |                             | Maddalena di Lippe              | Caterina di Waldeck-Eisenberg     |  |  |       |  |  |                                 |  |  |                              |  |
| Anna Eleonora di Assia-Darmstadt           |                             | Maddalena di Lippe              |                                   |  |  |       |  |  |                                 |  |  |                              |  |
|                                            |                             | Giovanni Giorgio di Brandeburgo | Gioacchino II di Brandeburgo      |  |  |       |  |  |                                 |  |  |                              |  |
|                                            |                             | Giovanni Giorgio di Brandeburgo | Gioacchino II di Brandeburgo      |  |  |       |  |  |                                 |  |  |                              |  |
|                                            |                             | Giovanni Giorgio di Brandeburgo | Maddalena di Sassonia             |  |  |       |  |  |                                 |  |  |                              |  |
| Maddalena di Brandeburgo                   |                             | Giovanni Giorgio di Brandeburgo |                                   |  |  |       |  |  |                                 |  |  |                              |  |
|                                            |                             | Elisabetta di Anhalt-Zerbst     | Gioacchino Ernesto di Anhalt      |  |  |       |  |  |                                 |  |  |                              |  |
|                                            |                             | Elisabetta di Anhalt-Zerbst     | Gioacchino Ernesto di Anhalt      |  |  |       |  |  |                                 |  |  |                              |  |
|                                            |                             | Elisabetta di Anhalt-Zerbst     | Agnese di Barby                   |  |  |       |  |  |                                 |  |  |                              |  |
|                                            |                             | Elisabetta di Anhalt-Zerbst     |                                   |  |  |       |  |  |                                 |  |  |                              |  |